# 北京交通大学环境学院
环境学院，为北京交通大学的一个学院。
北京交通大学环境学院成立于2022年，前身为成立于1956年的电厂化学专业。

## 下设机构
- 市政与环境工程系
- 交通能源与环境研究院